# Urbach, Nordhausen
Urbach là một đô thị ở huyện Nordhausen, trong bang Thüringen, Đức. Đô thị Urbach, Nordhausen có diện tích 25,26 km².